# Torodora aenoptera
Torodora aenoptera är en fjärilsart som beskrevs av Lancelot A. Gozmany 1978. Torodora aenoptera ingår i släktet Torodora och familjen Lecithoceridae. Inga underarter finns listade i Catalogue of Life.